# 葉爾基夫
50°51′37″N 31°3′52″E / 50.86028°N 31.06444°E

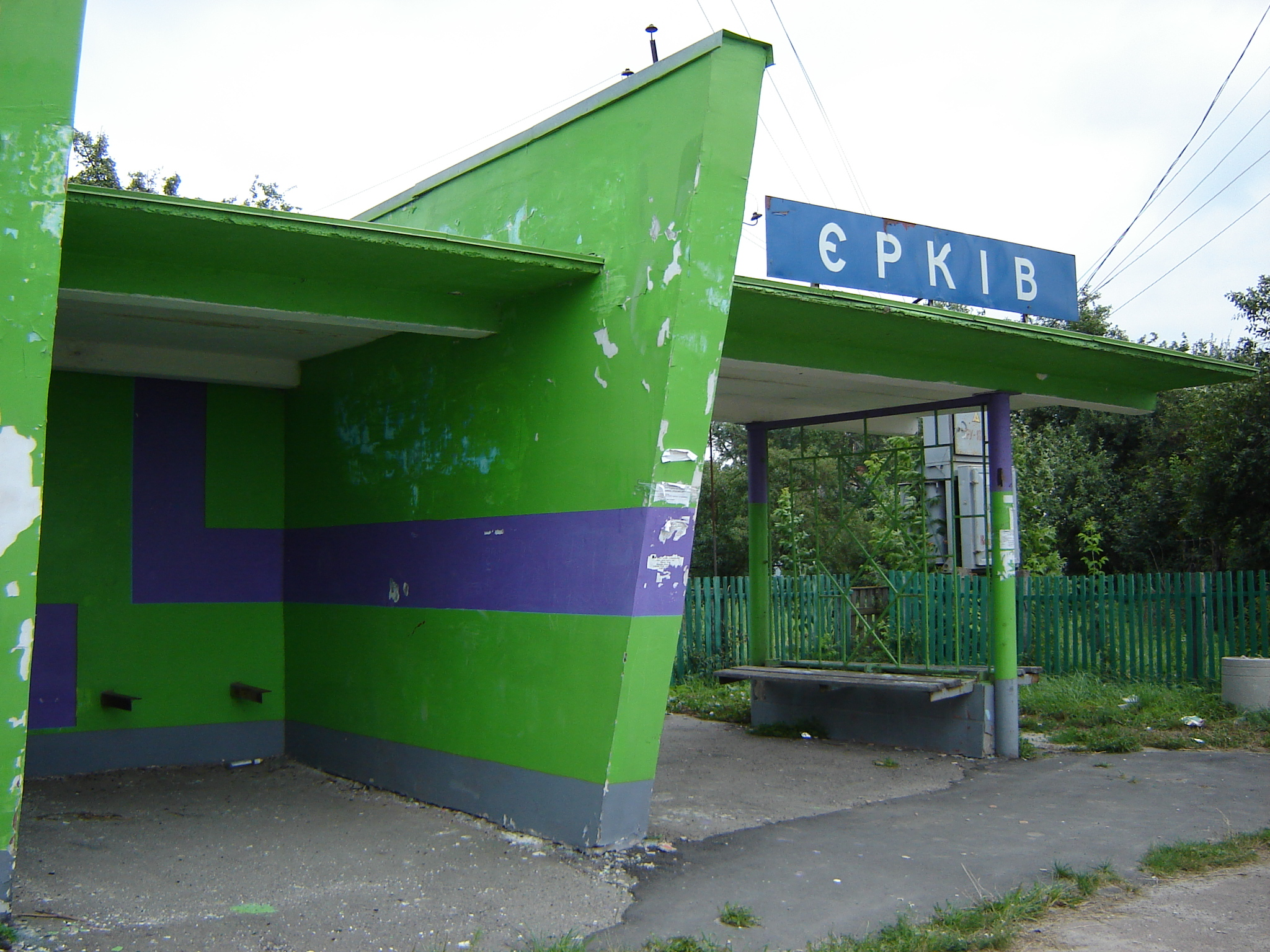

葉爾基夫（羅馬化：Yerkiv）是烏克蘭北部的村莊，隸屬切爾尼希夫州的切爾尼希夫區。該村始建於1666年，面積1.05平方公里，海拔高度113米，2001年人口363，人口密度每平方公里345.71人。